# 水澤心吾
水澤 心吾（みさわ しんご、1950年2月17日 - ）は、日本の俳優、心理トレーナー。旧芸名、三沢 慎吾（読み同じ）。本名、永谷 吉美。
滋賀県高島市出身。高島高等学校卒業。

## 来歴・人物
19歳の時に歌手を目指して上京の後、役者に転向。1974年に「劇団俳少」に入団し舞台に立つ。1977年、舞台『天守物語』で坂東玉三郎の相手役に抜擢され本格的に俳優としての道を歩む。1978年にはNHK連続テレビ小説『わたしは海』に出演、ヒロインの恋人役を演じる。以降はNHK大河ドラマなどテレビドラマや映画、舞台に出演。
1990年に三沢 慎吾から水澤 心吾へと改名。
36歳で離婚。40歳の時に自身が出演したテレビドラマを見て自らの演技に疑問を抱き、俳優活動を休業。アメリカ・ハワイにて10年間にわたりビジョン心理学を学びつつ、心理トレーナーとして演技メソッドと心理学を融合させた独自のセミナーを主宰する。
2001年にオーストラリアのテレビドラマシリーズ『チャンギ捕虜収容所（英語: Changi (miniseries)）』に出演するなど、俳優として活動を再開。3年後の2004年頃より舞台にも復帰する。
テレビ番組で存在を知った「日本のシンドラー」こと外交官・杉原千畝に感銘を受け、その生涯の舞台化を決意。2001年頃より脚本を執筆開始し、一人芝居『決断 命のビザ〜SEMPO杉原千畝物語〜』として2007年に初演。以来、貯金を切り崩しつつ自主公演を重ね、全国各地にてロングラン公演を続けている。2008年にはアメリカ・ロサンゼルス、2016年にはリトアニアの首都ビリニュスおよび物語の舞台となったカウナスでの海外公演も実現した。上演回数は2016年時点で240回あまりを数え、1000公演の達成を目標としている。
クリスチャンだった杉原千畝の影響を受け、自らも受洗。三浦綾子の小説『塩狩峠』を三堀峰吉の物語として構成し、朗読劇『塩狩峠 三堀峰吉物語』として上演している。

## 出演

### 映画
- トラック野郎・望郷一番星（1974年、東映）[要出典]
- アゲインスト（1980年、東映）
- 序の舞（1983年、東映）

### テレビドラマ
- 土曜劇場「鯛めしの唄」（1976年、フジテレビ）
- 銭形平次 第623話「鶴吉の掟」（1978年、フジテレビ） - 鶴吉
- 桃太郎侍 第84話「無言で許す親心」（1978年、日本テレビ） - 卯吉
- 連続テレビ小説「わたしは海」（1978年、NHK） - 上原秀之 役
- 大河ドラマ（NHK)
  - 草燃える（1979年） - 一条高能
  - 徳川家康（1983年） - 北条氏直
  - 葵 徳川三代（2000年） - 伊丹康勝
- 熱い嵐（1979年、TBS） - 安部金八郎
- 赤穂浪士（1979年、テレビ朝日） - 小山田庄左衛門
- 長七郎天下ご免!　第1話〜第45話（1979年〜1980年、テレビ朝日） - 伊助
- 火曜劇場「愛しい女」（1980年、日本テレビ）
- 銀河テレビ小説「優しさごっこ」（1980年、NHK）
- 特別企画7時間ドラマ「関ヶ原」（1981年、TBS）- 上杉景勝
- 斬り捨て御免!（テレビ東京)
  - 第2シリーズ 第24話「死を呼ぶ子守唄」(1981年) - 市川梅之丞
  - 第3シリーズ 第17話 - 第18話（1983年） - 友三郎
- 青が散る（1983年 - 1984年、TBS） - 吉岡幸二郎
- 火曜サスペンス劇場（日本テレビ）
  - 「目には目を」（1983年11月29日）
  - 「雪花魔人形－愛と惨劇の館」（1984年2月28日）
- 金曜女のドラマスペシャル「京都紫野殺人事件」（1986年9月16日、フジテレビ）
- セゾンスペシャル「受胎の森」（1985年6月14日、TBS）
- 終戦40周年特集特別企画「そして戦争が終った」（1985年8月26日、TBS） - 竹下中佐
- さらば愛しき友よ（1987年、テレビ東京）
- 男と女のミステリー「見えない絆」（1988年8月12日、フジテレビ）
- 土曜ワイド劇場（テレビ朝日）　
  - 「赤い乗馬服の美女」（1987年8月15日） - 土肥原
  - 「京都殺人案内　音川、完全犯罪に挑む！奥琵琶湖の宿命に泣く女」（1989年3月11日）
  - 「沖縄デラックスツアー殺人事件 美人ダイバーが見た海底の謎」（1989年）
- 鬼平犯科帳 第2話「本所・櫻屋敷」（1989年7月19日、フジテレビ） - 服部角之助
- ふぞろいの林檎たちIII（1991年、TBS） - 仲手川耕一
- 百年の物語（2000年、TBS）
- 水戸黄門 第30部 第7話「津軽と南部 両藩公に物申す!(津軽)」（2002年、TBS）
- チャンギ捕虜収容所（英語: Changi (miniseries)）（オーストラリアのテレビドラマ）（2001年、豪・ABC） - 中村大佐（Colonel Nakamura） 役
- 新幹線をつくった男たち（2004年、テレビ東京）
- 六千人の命のビザ（2005年、読売テレビ）

### 舞台
- ファイヤー（1975年、渋谷ジァン・ジァン）
- 天守物語（1977年、日生劇場）
- 白鷺（1982年、明治座・新歌舞伎座・中日劇場）
- 真夜中のパーティー（1983年、PARCO劇場）
- 人形の家（1984年、渋谷ジァン・ジァン）
- カッコウの巣の上を（1985年、本多劇場）
- 三文オペラ（1989年、PARCO3）
- マクベス（1989年、セゾン劇場）
- 一人芝居・決断 命のビザ〜SEMPO杉原千畝物語〜（2004年、原宿ギャラリーハセガワ）
- 友情（2004年 - 2005年、アートスフィア 他） - 島崎保 役
- 中村美津子 公演（2006年、御園座・明治座）
- 同期の桜（2006年、九段会館）
- 下町演劇祭（2006年、日本橋劇場）
- ミュージカル Friendship 友情-未来をください（2006年、博品館劇場）
- 一人芝居・決断 命のビザ〜SEMPO杉原千畝物語〜（2007年、原宿ギャラリーハセガワ）
- 京劇 覇王別姫（2007年、よみうりホール）
- ミュージカル SEMPO -日本のシンドラー 杉原千畝物語-（2008年、新国立劇場・名鉄ホール・新神戸オリエンタル劇場）
- 一人芝居・決断 命のビザ〜SEMPO杉原千畝物語〜（2008年、原宿ギャラリーハセガワ）

## 著書
- 水澤心吾の杉原千畝物語 一人芝居「決断・命のビザ」ノート（2012年10月23日、三五館、ISBN 978-4-88320-570-7）